# Wearing the Time
Wearing the Time är ett studioalbum av den amerikanske trubaduren Tom Paxton, utgivet 19 oktober 1994. Albumet är producerat av Jim Rooney och gavs ut på skivbolaget Sugar Hill-Records.

## Låtlista
Förutom där annat anges är samtliga låtar skrivna av Tom Paxton
1. "Along the Verdigris"
2. "Passing Through Tulsa"
3. "Getting Up Early"
4. "Anytime"
5. "Wearing the Time" (Susan Graham White/Tom Paxton)
6. "Blue Mountain Road" (Eric Weissberg/Tom Paxton)
7. "The First Song Is for You"
8. "Coffee in Bed"
9. "When I Go to See My Son"
10. "Johnny Got a Gun"
11. "Bottle of Wine"
12. "The Honor of Your Company"